# Episodi di Narcos (seconda stagione)
La seconda stagione della serie televisiva Narcos, composta da 10 episodi, è stata pubblicata dal servizio on demand Netflix il 2 settembre 2016 in tutti i territori in cui Netflix era disponibile.
| nº | Titolo originale                | Titolo italiano                 | Pubblicazione USA | Pubblicazione Italia |
| -- | ------------------------------- | ------------------------------- | ----------------- | -------------------- |
| 1  | Free at Last                    | Finalmente libero               | 2 settembre 2016  | 2 settembre 2016     |
| 2  | Cambalache                      | Cambalache                      | 2 settembre 2016  | 2 settembre 2016     |
| 3  | Our Man in Madrid               | Il nostro uomo a Madrid         | 2 settembre 2016  | 2 settembre 2016     |
| 4  | The Good, The Bad, and The Dead | Il buono, il morto e il cattivo | 2 settembre 2016  | 2 settembre 2016     |
| 5  | The Enemies of My Enemy         | I nemici del mio nemico         | 2 settembre 2016  | 2 settembre 2016     |
| 6  | Los Pepes                       | Los Pepes                       | 2 settembre 2016  | 2 settembre 2016     |
| 7  | Deutschland 93                  | Deutschland 93                  | 2 settembre 2016  | 2 settembre 2016     |
| 8  | Exit El Patrón                  | Scappa patrón                   | 2 settembre 2016  | 2 settembre 2016     |
| 9  | Nuestra Finca                   | Nuestra Finca                   | 2 settembre 2016  | 2 settembre 2016     |
| 10 | Al Fin Cayó!                    | La caduta                       | 2 settembre 2016  | 2 settembre 2016     |

## Finalmente libero
- Titolo originale: Free at Last
- Scritto da: Adam Fierro
- Diretto da: Gerardo Naranjo

### Trama
È il 22 luglio 1992, Escobar e i suoi uomini si trovano nei boschi, intenti a fuggire. Vengono fermati dall'esercito colombiano, che non oppone resistenza e lascia scappare i narcos. Il presidente Gaviria, sotto consiglio dei generali di Stato, ordina di occupare militarmente Medellín. Intanto, Pablo fa ritorno dalla sua famiglia, riabbracciando moglie e figli. Escobar non è il solo a Medellín a formare il cartello della droga; ne fanno parte anche i fratelli Prisco, Berna e Judy Moncada, la vedova di Kiko che Pablo aveva ucciso alla Catedral, facendo scomparire il corpo.
Escobar, procuratosi un autista che, chiuso nel bagagliaio della macchina, lo porta dovunque lui voglia, continua a occuparsi dei suoi affari. Inizia a eliminare, infatti, tutti i membri rivali del cartello di Medellín. Nel frattempo, Connie avverte Steve che insieme a Olivia sta facendo ritorno a casa, a Miami, perché la vita in Colombia è diventata insopportabile per lei. Murphy corre subito all'aeroporto per cercare di convincerla a restare, ma arriva tardi: la moglie è già in volo.
Nel bagno dell'aeroporto si trova a parlare con uno sconosciuto che si è appena fatto di cocaina; Steve, in preda alla rabbia per aver lasciato andare la moglie e per colpa di qualche bicchierino di troppo, aggredisce l'uomo, picchiandolo a sangue. Gli agenti della DEA, frattanto, ricevono una telefonata anonima, fatta da una prostituta di un bordello davanti al quale sosta il taxi che porta in giro Pablo. La donna riferisce agli agenti che sa come condurli da Escobar, perché uno dei clienti fissi del bordello è Quica, fidato uomo di Pablo. La DEA fa irruzione nel bordello, ma Quica e l'autista si mettono in salvo.
Escobar riprende la negoziazione con Gaviria: è disposto a tornare alla Catedral a finire di scontare la sua pena, ma sempre alle sue condizioni. Il presidente, però, lo invita ad accendere il televisore; infatti, compare lo stesso Gaviria che manda un appello alla Nazione, chiedendo la collaborazione di tutti, affinché Escobar possa essere assicurato alla giustizia. Inoltre, stabilisce la cifra di 1,4 milioni di dollari a chiunque fornisca informazioni sul pericoloso narcotrafficante.
- Guest star: Diego Cataño (Juan Diego "La Quica" Diaz), Leynar Gómez (Limón), Martina García (Maritza).

## Cambalache
- Titolo originale: Cambalache
- Scritto da: Zachary Reiter
- Diretto da: Gerardo Naranjo

### Trama
Quica e altri uomini si recano al bordello e iniziano a uccidere tutte le ragazze, non sapendo con precisione chi sia la talpa, che facendo la telefonata aveva messo la polizia sulle loro tracce. In risposta al videomessaggio del presidente, Pablo si fa intervistare da un giornalista, davanti al quale afferma di accettare di tornare in prigione, ma di non avere la certezza che questo succeda in modo del tutto sicuro. Il governo americano, intanto, prende misure ancora più severe: nomina un nuovo ambasciatore, istituisce la pena di morte per i narcotrafficanti e nomina un nuovo capo della DEA, Claudia Messina. Il procuratore generale De Grieff, giudice della corte suprema ed al di sopra del capo dello stato, è favorevole ad un accordo con Pablo.
Le situazioni familiari sono difficili un po’ ovunque. Murphy decide di non tornare a Miami dalla moglie, ma di rimanere a Bogotà fino a quando non sarà archiviato il caso Escobar. La moglie di Pablo, preoccupata e stanca di nascondersi da anni ormai, propone al marito di espatriare, ma Pablo è stanco di fuggire e la convince a restare. La polizia arriva nella "finca", la tenuta dove abita Pablo e la sua famiglia, ma ancora una volta gli occupanti riescono a sottrarsi agli agenti. La retata notturna scatena la furia di Pablo che, per vendicarsi, ordina una sparatoria su un gruppo di poliziotti.
- Guest star: Diego Cataño (Juan Diego "La Quica" Diaz), Leynar Gómez (Limón), Martina García (Maritza), Brett Cullen (Arthur Crosby), Patrick St. Esprit (Maggiore Wysession), Richard T. Jones (Agente della DEA), Konstantin Melikhov (Edward Jacoby).

## Il nostro uomo a Madrid
- Titolo originale: Our Man in Madrid
- Scritto da: Zachary Reiter e Steve Lightfoot
- Diretto da: Andrés Baiz

### Trama
Gli omicidi degli agenti di polizia mettono la Colombia in ginocchio. Il capo dell'esercito colombiano, Pinzon, si dimette, mentre il presidente Gaviria pensa ad un'efficace risposta da mandare ad Escobar. La risposta è il colonnello Carrillo, che viene richiamato in patria e, insieme a lui, viene rimesso in piedi il Blocco di Ricerca. Pablo e la sua famiglia hanno preso residenza nella casa di Judy Moncada, che medita la vendetta contro di lui per averle ucciso il marito e il fratello. Judy, nel frattempo, giunge da Pacho, per incontrare Gilberto Rodríguez, il quale, insieme al fratello e a Pacho, hanno una fetta di torta del cartello di Cali. Tutti loro hanno qualcosa che li accomuna: vogliono sbarazzarsi di Pablo. Ai tempi, i fratelli Rodríguez avevano ingaggiato Pacho Herrera e i tre erano diventati soci. Piuttosto che eliminare la concorrenza, vale a dire Escobar, i Rodríguez strinsero un accordo con lui: avrebbero lasciato Miami a Pablo, mentre loro si sarebbero presi New York.
Intanto Carrillo, Peña e Murphy, scoprono dove si nascondono gli informatori di Escobar: sono tutti ragazzini di strada. Carrillo li minaccia bruscamente e violentemente; per far arrivare bene il messaggio, uccide uno di loro che non mostra nessun segno di rimorso per i 30 poliziotti rimasti uccisi durante la mattanza ordinata da Pablo. Don Berna, socio di Judy Moncada, incontra Peña e gli comunica i luoghi dove sono installati i laboratori dei Moncada, perché uno di essi, il più grande, è sorvegliato dagli uomini di Pablo. La polizia fa irruzione e arresta uno dei pesci grossi di Escobar: Gato. Carrillo cerca di farlo parlare, ma è inutile. Così, lo porta su un elicottero e da lassù chiede dove possa trovare il narcos; poiché il ragazzo si rifiuta di aprire bocca, Carrillo lo getta dall'elicottero. L'agente Murphy rimane molto scosso dall'accaduto e, la sera, telefona alla moglie per cercare un po’ di conforto. Nel frattempo, Valeria Velez, sotto richiesta di Pablo, intervista uno degli informatori di strada, testimone dell'omicidio commesso da Carrillo. Lo scopo dell'intervista è far arrivare il messaggio che la polizia e, in particolare Carrillo, non tengono conto delle regole e agiscono come criminali.
- Guest star: Stephanie Sigman (Valeria Vélez), Diego Cataño (Juan Diego "La Quica" Diaz), Leynar Gómez (Limón), Konstantin Melikhov (Edward Jacoby), Maurice Compte (Horacio Carrillo).

## Il buono, il morto e il cattivo
- Titolo originale: The Good, the Bad, and the Dead
- Scritto da: T.J. Brady, Rasheed Newson e Steve Lightfoot (soggetto); Zachary Reiter, Carlo Bernard e Doug Miro (sceneggiatura)
- Diretto da: Andrés Baiz

### Trama
Pablo ha ricorrenti incubi notturni, durante i quali sogna di assistere impotente alla morte della moglie Tata per mano del colonnello Carrillo. Poiché il videomessaggio trasmesso in tv, dove un ragazzino affermava che Carrillo aveva assassinato un informatore, non ha sortito l'effetto dovuto, Pablo scrive ed invia a tutti i principali quotidiani del Paese delle lettere, in cui denuncia l'operato del colonnello. Ma, per sua sfortuna, nessun giornale accetta di renderle pubbliche.
Nel frattempo, Peña riceve da una ragazza, Maritza, un'informazione su Escobar; di lì a breve la giovane riferirà alla polizia l'indirizzo dove trovare il narcos. L'informazione si rivela un'imboscata per Carrillo e i suoi uomini. Infatti, Pablo, servendosi di Maritza, tende una trappola agli agenti; nello scontro muore lo stesso Carrillo, che viene ucciso da una mezza dozzina di colpi da Escobar in persona. La notizia della morte del colonnello si diffonde ben presto e il Governo si trova in una situazione difficile: tutti erano a conoscenza dei metodi poco ortodossi a cui ricorreva Carrillo (non esitava ad uccidere per mandare avvertimenti) e, pertanto, è necessario un capro espiatorio. Volontariamente, si offre a ricoprire questo ruolo il viceministro della giustizia Eduardo Sandoval, il quale si dimette di conseguenza.
Intanto, i membri del cartello di Cali convengono di venire a patti con i fratelli Castaños, capi di un movimento di estrema destra che dispongono di immani risorse militari. Di ritorno dal funerale di Carrillo, Murphy trova, a sorpresa, Connie che lo aspettava a casa. La donna assiste, inerme, al crollo del marito, molto provato in seguito agli ultimi avvenimenti. Infine, Peña, accompagnato da Don Berna, giunge a casa dei membri del cartello di Cali, dove sono ospiti i fratelli Castaños. Si presagisce l'inizio di una collaborazione da entrambe le parti.
- Guest star: Diego Cataño (Juan Diego "La Quica" Diaz), Leynar Gómez (Limón), Maurice Compte (Horacio Carrillo), Martina García (Maritza), Konstantin Melikhov (Edward Jacoby), Brett Cullen (Arthur Crosby).

## I nemici del mio nemico
- Titolo originale: The Enemies of My Enemy
- Scritto da: T.J. Brady e Rasheed Newson (soggetto); T.J. Brady, Rasheed Newson, Carlo Bernard e Doug Miro (sceneggiatura)
- Diretto da: Josef Wladyka

### Trama
Il cartello di Cali propone a Peña una collaborazione: loro condivideranno le informazioni e la polizia in cambio fornirà loro le attrezzature satellitari per recepire più in fretta le notizie. L’agente Peña sembra non voler accettare la proposta, anche se allettante. Judy Moncada, intanto, gli consegna l’indirizzo dove si trova Maritza, la ragazza che involontariamente ha dato avvio all’imboscata, in cui è rimasto ucciso Carrillo. Murphy si reca dalla vedova di Carrillo e le mente, quando le dice che il marito non ha mai oltrepassato i limiti. Nel frattempo, Peña fa irruzione a casa di Maritza e la porta via. La ragazza non viene arrestata, ma collabora con la polizia, che localizza Limón, l’autista di Escobar, e lo pedina. Gli agenti arrivano a Velasco, il più fidato dei sicarios di Pablo, ma in mancanza di rinforzi, non intervengono.
Poiché Peña non può contare sull’appoggio del Blocco di Ricerca, si appella al cartello di Cali. Berna e i fratelli Castaños non si fanno attendere; insieme a Peña fanno irruzione nella casa dove si trova Velasco che, alla vista dell’agente, scappa, ma di lì a poco viene fermato dagli altri uomini. Velasco è preso in custodia da Judy Moncada che lo fa torturare da Don Berna per ottenere informazioni. Il sicario non dice nulla sul suo capo, tranne il fatto che presto arriverà León da Miami. Gli affari di Pablo non hanno per niente risentito della guerriglia civile, né degli ultimi eventi accaduti. La vendita di cocaina a Miami va a gonfie vele, grazie alla supervisione di León, affiliato di Escobar. Ma Pablo vorrebbe ampliare i suoi traffici, poiché desidera un flusso maggiore di denaro.
Dopo la morte di Carrillo, il colonnello Hugo Martínez è nominato nuovo comandante del Blocco di Ricerca, in seguito a parecchie pressioni da parte del presidente Gaviria. A Medellín le uccisioni non si fermano; infatti, Peña fornisce informazioni ai Castaños che fanno fuori altri uomini di Escobar. Data la situazione, Pablo decide di lasciare la città. L’episodio si conclude con il ritrovamento del cadavere di Velasco, brutalmente torturato ed impiccato in bella vista in città, che porta un cartello firmato Los Pepes. 
- Guest star: Diego Cataño (Juan Diego "La Quica" Diaz), Martina García (Maritza), Leynar Gómez (Limón), Brett Cullen (Arthur Crosby), Konstantin Melikhov (Edward Jacoby), Jon Ecker ("Il Leone").

## Los Pepes
- Titolo originale: Los Pepes
- Scritto da: Julie Siege
- Diretto da: Josef Wladyka

### Trama
L’episodio si apre con un flashblack risalente al 1979, in cui si vedono Pablo e Gustavo intenti a gareggiare con delle auto da corsa. Il motivo del ricordo che torna alla mente è ben presto spiegato: le stesse auto della corsa sono state incendiate insieme a tutte quelle che Escobar teneva in un grande garage. L'incendio è certamente doloso, ma non si sa chi sia stato il mandante. Pablo ha sospetti su Judy Moncada e sguinzaglia i suoi uomini sulle strade della città in cerca di informazioni a tal riguardo.
Nonostante Medellín si trovi in pieno clima natalizio, non mancano cadaveri appesi in ogni parte della città, recanti la firma dei Los Pepes, cioè i perseguitati da Pablo Escobar. Intanto, l'agente Peña continua a fornire a Don Berna soffiate sugli uomini di Escobar. Naturalmente, nessuno è a conoscenza del doppio gioco di Peña, che fornisce informazioni ai Los Pepes, così contemporaneamente al Blocco di Ricerca decide di mettersi in moto, per trovare Blackie, uno dei sicari di Escobar. Anche i Los Pepes sono diretti li ma vengono anticipati dalla polizia e fermati a un posto di blocco del figlio del colonnello Martínez, che viene facilmente messo alle strette e fortunosamente salvato dall'intervento di Murphy e Peña. Murphy intuisce il doppiogioco di Peña e gli raccomanda di fare attenzione.
Il colonnello Martínez vorrebbe essere autorizzato per contrastare i Castaños, ma il presidente Gaviria nega e reputa che la priorità assoluta al momento sia solo Escobar.
Pablo scopre che dietro agli omicidi dei suoi uomini c’è il cartello di Cali, che si serve dei Castaños. Inizia, quindi, a meditare vendetta. Il primo passo è fatto: durante il banchetto di nozze della figlia di uno dei Rodríguez, i sicarios fanno esplodere una bomba.
Contravvenendo agli ordini di Pablo, sua madre si reca di nascosto in città, per partecipare alla messa natalizia. Ma la sua visibilità non passa inosservata; infatti, un’auto segue la donna fino all’abitazione degli Escobar e inizia in poco tempo un conflitto a fuoco. Durante la sparatoria, muore Carlos, l’amato fratello di Tata e cognato di Pablo. La famiglia Escobar riesce a lasciare la casa e a fuggire. Adesso Pablo è più deciso che mai a cercare vendetta.
Infine, Pablo dice alla moglie che è meglio per lei e i bambini lasciare la Colombia, in modo che lui possa sentirsi libero per fare meglio ciò che deve.
- Guest star: Diego Cataño (Juan Diego "La Quica" Diaz), Brett Cullen (Arthur Crosby), Leynar Gómez (Limón), Juan Pablo Raba (Gustavo Gaviria), Jorge A. Jiménez (Roberto "Poison" Ramos).

## Deutschland 93
- Titolo originale: Deutschland 93
- Scritto da: Carlo Bernand e Doug Miro
- Diretto da: Josef Wladyka

### Trama
Non potendo colpire i loro amici, Escobar indirizza le sue mire sulle attività del cartello di Cali. Infatti, inizia facendo saltare in aria la catena dei negozi del cartello, insieme a tutti coloro che si trovano dentro. I Los Pepes non mancano di rispondere a Pablo con altre uccisioni. La moglie, i figli e la madre di Pablo lasciano la Colombia. La destinazione è sconosciuta; infatti, per aggirare la polizia, Escobar ha prenotato otto voli differenti con altrettante diverse destinazioni.
L’ambasciatore americano convince Gaviria che, individuando la famiglia di Escobar, si possa utilizzare quest’ultima come merce di scambio e, di conseguenza, stanare il narcos. Murphy si reca all’aeroporto e scopre che la famiglia Escobar si sta dirigendo a Francoforte, e Messina gli ordina di seguirli. All'arrivo, gli Escobar vengono fermati prima di poter uscire dall’aeroporto, poiché Murphy, che non li ha persi di vista nemmeno un attimo, insinua il sospetto a uno degli agenti aeroportuali che la borsa di Tata possa contenere denaro riciclato.
Pablo, informato dalla moglie, su tutte le furie inizia con una serie di telefonate minatorie, cercando di mettersi in contatto con De Grieff, l’unico che finora si è mostrato dalla sua parte. Nonostante egli faccia pressioni sul presidente Gaviria, agli Escobar viene negato l’accesso in Germania e sono obbligati a far ritorno in Colombia: ritornati a Bogotà, vengono prelevati dalla polizia nazionale che ha il compito di scortarli.
Nel frattempo, Fernando Duque, l’avvocato di Escobar, è in fuga, dopo essere scampato a un attentato che gli uomini dei Castaños gli avevano teso. Peña riesce a trovarlo nel motel dove si nasconde insieme al figlio. Duque lo prega di farlo espatriare negli Stati Uniti, ma l’agente della DEA, prima di farlo, vuole piena collaborazione da parte sua. I Castaños e Judy Moncada, attraverso un contatto all’interno della polizia, vengono a conoscenza del fatto che Peña protegge Duque e per questo decidono di ucciderlo, nonostante Don Berna non sia d’accordo. Il contatto dei Castaños è Bill Stechner, amico dell’ambasciatore americano, che in precedenza aveva suggerito a Don Berna l’agente Peña come informatore. Stechner avverte Peña di non complicare ulteriormente le cose. Peña si dirige verso il motel dove si trovava l'avvocato, ma non trova nessuno. Si accorge però che l’auto di Duque è ancora parcheggiata nel cortile; apre il bagagliaio e vi trova i corpi di Fernando e del figlio, che recano la firma dei Los Pepes.
Intanto, Escobar ordina a Blackie di far esplodere una bomba il più vicino possibile al palazzo presidenziale: cento kg di C4, vengono piazzati dentro un’auto che viene parcheggiata in una via, il giorno dopo (30 Gennaio 1993) l'ordigno viene esploso uccidendo decine di persone nel centro di Bogotà.
- Guest star: Diego Cataño (Juan Diego "La Quica" Diaz), Leynar Gómez (Limón), Brett Cullen (Arthur Crosby), Konstantin Melikhov (Edward Jacoby).

## Scappa patrón!
- Titolo originale: Exit El Patrón
- Scritto da: Gideon Yago (soggetto); Gideon Yago e Curtis Gwinn (sceneggiatura)
- Diretto da: Gerardo Naranjo

### Trama
L’attentato per le strade di Bogotá ha scatenato una furia in tutto il Paese contro Escobar. Quest’ultimo avvia trattative con De Grieff, per permettere alla sua famiglia (che si trova in custodia protettiva) di espatriare dalla Colombia, ma non si giunge a nessun accordo e il narcos si tiene pronto alla guerra. Nessuno sembra più voler appoggiare Pablo dal momento che non è più il Robin Hood del Paese dopo l’esplosione della bomba. I membri di Stato fanno pressione sul presidente Gaviria per rilasciare gli Escobar e dare loro asilo politico, tra questi ovviamente c’è De Grieff, ma nulla sembra smuovere il presidente dal suo proposito: la famiglia di Escobar non andrà da nessuna parte.
Valeria Velez, l’ex amante di Pablo, viene chiamata da Tata, in modo che lei possa intervistarla e far sapere all’opinione pubblica quello che sta accadendo, ma la giornalista afferma che al momento sarebbe meglio non fare nulla. Grazie alla radio che Velez ha portato a Tata da parte di Pablo, i due coniugi riescono a comunicare, dopo giorni di silenzio. Di lì a poco, il corpo senza vita della giornalista sarà ritrovato nel furgoncino dell’emittente televisiva per cui lavorava.
Intanto, il colonnello Martínez sa che, all’interno del Blocco di Ricerca, c’è un contatto che tiene informati i Los Pepes e Peña tranquillizza Murphy, dicendogli che se dovesse succedere qualcosa, lui non deve intromettersi. La polizia ha individuato e arrestato Blackie presso l'hotel a Bogotá dove risiede la famiglia Escobar, al quale fanno visita gli agenti della DEA. Il sicario di Escobar vorrebbe tanto collaborare, anche perché rischia di essere incriminato per l’attentato avendogli trovato addosso tracce di esplosivo, e allora promette di condurli da Quica.
Nel frattempo, Pacho Herrera e il cartello di Cali hanno preso Miami, città controllata da Pablo: tutti i contatti di Escobar sono passati automaticamente a loro, compreso León, che Pacho farà poi uccidere da Navegante.
Quica scopre che ai Los Pepes stanno per unirsi anche i Gallón e riferisce tutto al patrón, che gli ordina di recarsi all’incontro per saperne di più. Quica non arriverà mai all’incontro, perché la polizia lo rintraccia con il telefono di Blackie attraverso il localizzatore del telefono e, dopo un breve inseguimento, lo arresta. Il sicario di Pablo aiuta la DEA a rintracciare Escobar, ma il narcos capisce di essere in pericolo e ordina a Limón di fare un’altra strada e così, riesce ancora una volta a sfuggire alla polizia.
- Guest star: Stephanie Sigman (Valeria Vélez), Diego Cataño (Juan Diego "La Quica" Diaz), Leynar Gómez (Limón), Konstantin Melikhov (Edward Jacoby), Jon Ecker ("Il Leone").

## Nuestra Finca
- Titolo originale: Nuestra Finca
- Scritto da: Julie Siege e Clayton Trussell
- Diretto da: Andrés Baiz

### Trama
Pablo e Limón sono ancora in fuga, fino a quando giungono in una casa di campagna, dove trovano ospitalità: il proprietario è il padre di Pablo, che lo nasconde nella propria abitazione per alcuni mesi. Intanto, il governo denuncia i Los Pepes e un nuovo cartello di Medellín che ora fa capo a Judy Moncada porta avanti il suo traffico di cocaina. Judy, però, non è l’unica a contendersi il traffico di droga; oltre al cartello di Cali, anche i fratelli Castaños iniziano ad accarezzare l’idea di entrare nel giro, in seguito a una grossa donazione di cocaina da parte di Gilberto Rodríguez.
Judy subisce un attentato a casa sua: la sua auto viene infatti fatta esplodere prima che lei possa salirci. Così, Berna decide di informare Peña dell’accaduto e, se in un primo momento si rifiuta di collaborare, poi finisce con l’accettare, dietro minaccia di ricatto. Judy vuole che i Castaños e i Rodríguez vengano arrestati dalla polizia ma, per farlo, Peña propone che Judy si costituisca informatrice della DEA in cambio dell'immunità perché solo in questo modo gli agenti potrebbero arrivare al cartello di Cali.
Murphy, attraverso un informatore, ha in mano i codici delle frequenze che permettono ai coniugi Escobar di comunicare. Pablo, in casa di suo padre, non riesce a mettersi in contatto con la moglie, e lei crede che gli sia successo qualcosa e pertanto si rivolge senza successo a De Grieff per poter lasciare la Colombia. Escobar pensa di costruire una fattoria accanto a quella del padre ma quest’ultimo non è d’accordo e, pieno di tristezza e vergogna, gli dice che per lui è solo un assassino. Alle dure parole del padre, a Pablo non resta che andarsene e, per farlo, invia Limón a dissotterrare una cassetta piena di soldi. Una volta trovata, Limón si accorge che le mazzette sono putrefatte e decide di chiedere denaro a Maritza. La giovane si rifiuta di dare ciò che le rimane per mantenere la figlioletta e tra i due nasce una lite, che si conclude con Limón che, accidentalmente, spara a Maritza, uccidendola di fronte alla bambina.
Judy e Peña si accordano per vedersi in un posto sicuro in città, in modo che lei possa consegnarsi alla polizia. La donna viene accompagnata da don Berna, il quale invece la conduce in un piccolo aeroporto; infatti, le impone di espatriare piuttosto che diventare una spia, perché rimarrebbe sicuramente uccisa per mano dei Castaños (erano stati loro a posizionare la bomba nell’auto). Stechner riferisce poi a Peña che Judy è già in volo per gli Stati Uniti, ammettendo che è stato lui, infatti, a proteggere i Castaños e don Berna e a farla partire.
- Guest star: Leynar Gómez (Limón), Martina García (Maritza), Alfredo Castro (Abel Escobar), Konstantin Melikhov (Edward Jacoby).

## La caduta
- Titolo originale: Al Fin Cayó!
- Scritto da: Carlo Bernard e Doug Miro
- Diretto da: Andrés Baiz

### Trama
È il 1º dicembre 1993, Javier Peña viene rimpatriato negli Stati Uniti, accusato da Judy del coinvolgimento con i Los Pepes ma intanto, il Blocco di Ricerca, captando i segnali radio tra Pablo e la sua famiglia, viene a conoscenza che egli si trova a Medellín in occasione del suo compleanno e di conseguenza decide di stanziare una base provvisoria al barrio di Casablanca. La polizia infatti pensa di aver individuato Escobar in un edificio fatiscente della zona e organizza un blitz, ma fanno irruzione nel palazzo sbagliato.
Nel frattempo Tata, preoccupata per la custodia protettiva giunta al termine, prega Pablo di costituirsi alla giustizia, in modo che lei e i bambini possano vivere serenamente. Infastidito dalla reclusione nella casa, Pablo esce tranquillamente in taxi e poi a piedi per le strade di Medellín, ove sogna di parlare con suo cugino Gustavo morto anni prima, e ha in mente un piano ben preciso: farsi intervistare da tutti i giornalisti stranieri possibili, in modo da mettere in cattiva luce il governo colombiano.
Durante la consueta perlustrazione con il furgoncino per le intercettazioni, il tenente Martínez ad un certo punto vede Pablo alla finestra di una casa mentre sta parlando con la sua famiglia e avverte subito il Blocco di Ricerca, che si prepara a intervenire: gli agenti irrompono nell’abitazione del barrio di Los Olivos e inizia una sparatoria con Pablo e Limón. Limón viene ucciso, mentre Escobar, dopo una brevissima fuga sui tetti, viene anche lui colpito da un cecchino e poi ucciso a sangue freddo; la notizia si diffonde rapidamente in tutto il mondo e dovunque si festeggia per la morte del criminale.
Tata, ormai sola e disperata, si reca da Gilberto Rodríguez, al quale chiede aiuto per lasciare il Paese in cambio di ogni bene posseduto dal marito. L’episodio si conclude con Peña, che si trova al tavolo degli imputati, per essere interrogato da una commissione interna ed eventualmente perseguito, in seguito alla sua complicità con i Los Pepes. Il traffico di droga negli Stati Uniti non è stato intaccato dalla morte di Escobar: infatti, il cartello di Cali è ora pronto a prendere il suo posto agendo nella clandestinità. 
- Guest star: Leynar Gómez (Limón), Juan Pablo Raba (Gustavo Gaviria), Konstantin Melikhov (Edward Jacoby), Matthew Glave (Spencer).